# Scarecrow (1973)
Scarecrow is een Amerikaanse film uit 1973 van regisseur Jerry Schatzberg.

## Inhoud
Lion (Al Pacino) is een zeeman, Max (Gene Hackman) komt net uit de gevangenis. Samen moeten ze dezelfde kant op en dus trekken ze met elkaar op. Lion wil zijn vrouw zien en zijn zoontje, die hij nog nooit gezien heeft. Max wil zijn droom waarmaken: een eigen autowasstraat.
Lion is iemand die mensen aan het lachen brengt, terwijl Max iemand is die snel zijn kookpunt bereikt. Maar hoe hard ze ook proberen hun best te doen, het lijkt altijd fout te lopen.

## Rolverdeling
| Acteur          | Personage                      |
| --------------- | ------------------------------ |
| Gene Hackman    | Max Millan                     |
| Al Pacino       | Francis Lionel "Lion" Delbuchi |
| Eileen Brennan  | Darlene                        |
| Dorothy Tristan | Coley                          |
| Ann Wedgeworth  | "Frenchy"                      |
| Richard Lynch   | Riley                          |
| Penelope Allen  | Annie Gleason                  |
| Richard Hackman | Mickey Grenwood                |
| Al Cingolani    | Skipper                        |
| Rutanya Alda    |                                |

## Filmfestival Cannes
- Gouden Palm (Beste Film) - Jerry Schatzberg
- OCIC Award - Jerry Schatzberg

## Feiten
- Al Pacino en Jerry Schatzberg werkten eerder al samen aan de film The Panic in Needle Park (1971).
- Regisseur Jerry Schatzberg werd in 1971 genomineerd voor de Gouden Palm op het filmfestival van Cannes, maar hij won de prijs toen niet. Met deze film lukt het hem wel.